# Thecla nora
Thecla nora är en fjärilsart som beskrevs av Jones 1912. Thecla nora ingår i släktet Thecla och familjen juvelvingar. Inga underarter finns listade i Catalogue of Life.